# Meccanica delle strutture
La meccanica delle strutture, in fisica e ingegneria, indica il campo della meccanica classica che sviluppa e studia modelli semplificati atti a descrivere in modo sintetico lo stato di sollecitazione, deformazione e spostamento delle strutture resistenti dei manufatti (costruzioni civili, industriali, aeronautiche, etc.). I suoi interessi rientrano tra quelli inerenti alla scienza delle costruzioni.

## Descrizione

### Modelli
Dal punto di vista meccanico, ogni modello strutturale è caratterizzato in modo completo una volta definite le relazioni di equilibrio (tra forze esterne e sollecitazioni interne), di congruenza cinematica (tra spostamenti e deformazioni) e di legge costitutiva (che caratterizza il comportamento meccanico del materiale costituente la struttura).
I modelli che (per motivi storici e didattici) rivestono maggiore importanza nell'ambito della Scienza delle costruzioni sono le travi (di solito snelle) e i sistemi di travi, denominati a seconda dei casi telai (assemblaggio di travi mediante nodi rigidi, flessione come sollecitazione dimensionante) o travature reticolari (assemblaggio di aste mediante nodi cerniera, sforzo normale come sollecitazione dimensionante).
Altri modelli strutturali importanti sono:
- gli archi (particolari travi dotati di curvatura costante o variabile, che combinano il regime assiale al regime flessionale);
- le funi e i fili (elementi monodimensionali privi di rigidezza flessionale);
- le membrane (elementi a due dimensioni privi di rigidezza flessionale soggetti a carichi fuori piano), che generalizzano il modello della fune;
- le lastre (elementi piani a due dimensioni soggetti a carichi contenuti nel proprio piano); schema utilizzato per la trattazione delle travi tozze.
- le piastre (elementi piani a due dimensioni soggetti a carichi ortogonali al proprio piano, ma dotati di rigidezza flessionale), che generalizzano il concetto di trave;
- i gusci (elementi  a due dimensioni ma spaziali, perché dotati di almeno una curvatura anche nella configurazione indeformata). Sono il modello più generale .

### Formulazioni
L'analisi dei modelli strutturali può essere condotta sulla base di differenti formulazioni delle equazioni di base (equilibrio, congruenza e costitutive) del problema stesso. 
- Formulazione differenziale o diretta, mediante scrittura diretta delle equazioni di campo (le equazioni differenziali di equilibrio, congruenza e costitutive) con le relative condizioni al contorno;
- Formulazione integrale, sulla base del principio dei lavori virtuali, mediante la scrittura integrale delle condizioni di equilibrio o di congruenza del problema;
- Formulazione variazionale, ove le condizioni di equilibrio e/o congruenza cinematica sono riscritte in termini di condizioni di  stazionarietà di opportuni funzionali.

### Metodi lineari
Per carichi applicati in modo quasi-statico (assenza di effetti dinamici), il problema strutturale si configura come lineare in presenza di linearità delle condizioni di congruenza cinematica e di materiali elastico-lineari. Per le travature (telai e travature reticolari) e nel caso del problema lineare le diverse formulazioni sono riconducibili a due ben precise metodologie di analisi che permettono di ottenere l'esatta soluzione del problema:
- il metodo delle forze (o delle flessibilità), dove le incognite del problema sono componenti statiche (le reazioni iperstatiche);
- il metodo degli spostamenti (o delle rigidezze), dove le incognite del problema sono gli spostamenti dei nodi della struttura.

Per strutture diverse dalle travature, la soluzione del problema strutturale non è più ottenibile in termini esatti ed è quindi ricercata in termini approssimati. A tal fine è possibile seguire due diversi approcci:
- metodo delle differenze finite, che approssima in termini discreti le equazioni differenziali del problema;
- metodo degli elementi finiti (FEM), dove è il dominio del problema che è rappresentato in forma discreta (gli elementi finiti), ricercando poi su ogni sottodominio una soluzione approssimata.

### Metodi non lineari
In presenza di non linearità sia di tipo geometrico che costitutivo o in presenza di effetti dinamici, il problema strutturale risulta non lineare. La ricerca della soluzione richiede pertanto lo sviluppo di più complessi metodi e strumenti di analisi. A tale riguardo si fa riferimento a ben definiti settori avanzati di ricerca (dinamica delle strutture, stabilità delle strutture, teoria della plasticità, analisi limite delle strutture, teoria della frattura, teoria del danno) mentre per gli strumenti risulta in tal caso indispensabile l'uso di approcci numerici di tipo automatico, prevalentemente basati sull'uso di metodologie FEM di indagine.